# Sébastien René Lenormand
Sébastien René Lenormand, född den 2 april 1796 i Condé-sur-Noireau, död den 10 december 1871, var en fransk advokat, botaniker och algolog.
Auktorsnamnet Lenorm. kan användas för Sébastien René Lenormand i samband med ett vetenskapligt namn inom botaniken; se Wikipediaartiklar som länkar till auktorsnamnet.